# 前田順司
前田 順司（まえだ じゅんじ、1951年1月21日 - ）は、日本の裁判官。東京高等裁判所部総括判事。

## 略歴
- 1973年 東北大学卒業
- 1975年 大阪地方裁判所判事補
- 1978年 長崎地方裁判所判事補
- 1981年 大阪法務局訟務部付検事
- 1984年 法務省訟務局付検事
- 1987年 東京地方裁判所判事
- 1989年 札幌地方・家庭裁判所小樽支部判事
- 1991年 札幌地方・家庭裁判所判事
- 1994年 札幌高等裁判所事務局長
- 1998年 東京地方裁判所判事部総括
- 2004年 東京高等裁判所判事
- 2006年10月 奈良地方・家庭裁判所所長
- 2008年10月9日 神戸地方裁判所所長
- 2010年6月23日 東京高等裁判所部総括判事
- 2022年4月29日 瑞宝重光章受章[1]

栃木県西方町で2006年、職務質問から逃げるために石灯籠（重量約3kg）で警察官を襲ったとされる中国人男性に警察官が発砲して死なせたのは「過剰防衛」だとして、男性の遺族が栃木県に約5千万円の損害賠償を求めた訴訟で二審東京高裁の裁判長を担当し、2011年4月26日請求を棄却した一審・宇都宮地裁判決を変更し、職務質問から逃げるために石灯籠（重量約3kg）で襲いかかろうとしたとの警察官の供述は目撃者の証言や現場の状況から信用性に疑いがあり、警棒での制圧や威嚇射撃を行っていれば抵抗をやめた可能性もあったとして、適切な拳銃使用を定めた警察官職務執行法に違反すると認定し、中国人男性の遺族に計約1千万円の支払いを県に命じる判決を言い渡した。 